# 12873 Клаузевіц
12873 Кла́узевіц (12873 Clausewitz) — астероїд головного поясу, відкритий 26 липня 1998 року.
Тіссеранів параметр щодо Юпітера — 3,545.